# Campanula medium
Campanula medium es una planta de la familia de las campanuláceas.

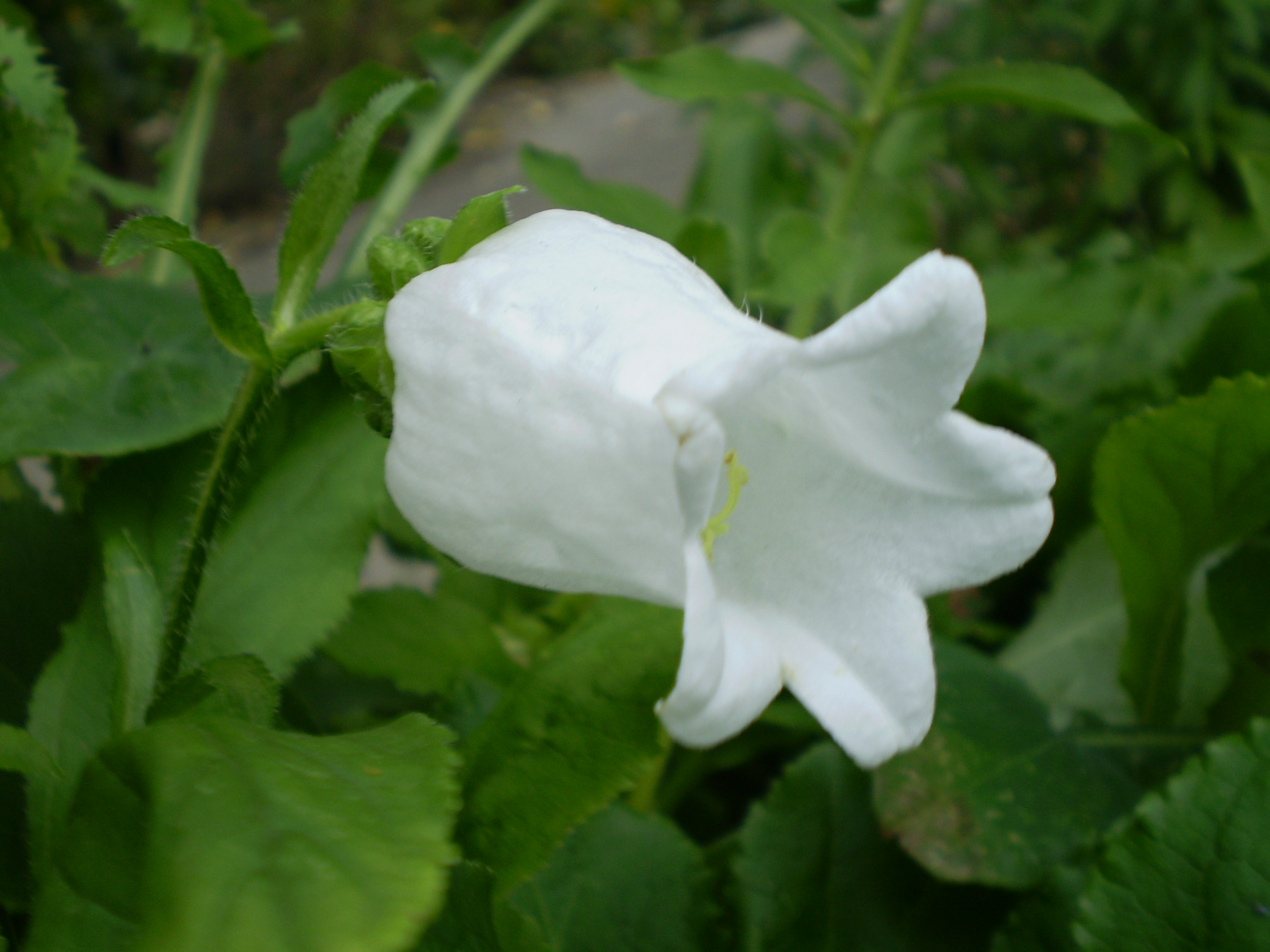
Detalle de la flor

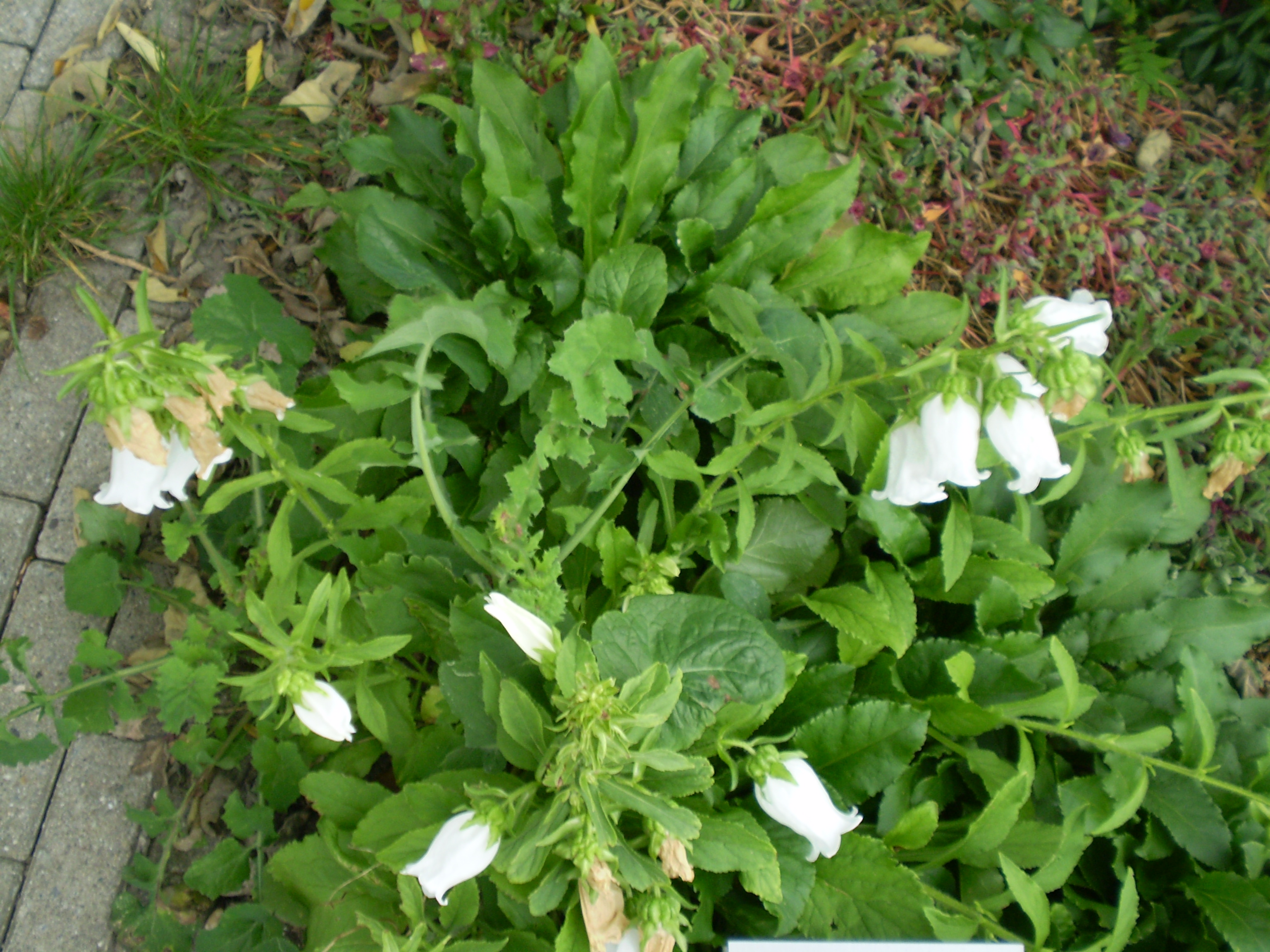
Vista de la planta

## Descripción
Planta bienal, erecta, más o menos ramificada de hasta 60 cm de largo, ciliada. Hojas basales o alternas, incisas hasta dentadas, las basales ovales y pecioladas, las superiores sésiles lanceoladas. Flores solitarias, terminales o pedunculadas (pedúnculo de 2-10 cm) en las axilas superiores, inclinadas hasta colgantes. 5 dientes calicinos lanceolados hasta ovales, de hasta 1,5 cm de largo, entre los que se encuentran 5 apéndices ovales, revueltos. Corola acampanada-abultada, azul-violeta o blanca, con 5 lóbulos cortos, de hasta 5 cm de largo. 5 estambres con anteras unidas y filamentos ensanchados. Estilo trífilo. Ovario ínfero, que se convierte en una cápsula.

## Hábitat
Pendientes soleadas y roquedales

## Distribución
Mediterráneo occidental, y cultivada en otros lugares

## Taxonomía
Campanula medium fue descrita por Carolus Linnaeus y publicado en  Species Plantarum 1: 167. 1753.
Etimología
Campanula: nombre genérico diminutivo del término latíno campana, que significa "pequeña campana", aludiendo a la forma de las flores.
medium: epíteto latino que significa "de tamaño intermedio".
Sinonimia
- Campanula bourdiniana Gand.
- Campanula florida Salisb.
- Campanula grandiflora Lam.
- Campanula grandiflorum Lam.
- Marianthemum medium (L.) Schur
- Medium grandiflorum Spach
- Medium grandiflorum (Lam.) Fourr.
- Rapuntia media (L.) Chevall.
- Sykoraea hortensis Opiz
- Talanelis medium (L.) Raf.[5][6]

## Nombres comunes
- farolillos comunes, pucherillos, pucheritos, viola mariana[7]
- campana de Canterbury